# Iridomyrmex obscurior
Iridomyrmex obscurior é uma espécie de formiga do gênero Iridomyrmex.